# 濁會厭塞擦音
濁會厭塞擦音是一個罕見的輔音，由會厭塞音[ʡ]與濁會厭擦音[ʢ]緊密結合形成，國際音標寫作[ʡ͡ʢ]。尚未發現以此塞擦音當作獨立音位的語言。

## 特徵
濁會厭塞擦音的特徵包括：
- 調音方法屬於塞擦音，調音時先阻礙空氣在聲腔流動，再形成狹窄通道讓氣流通過發生湍流來調音。
- 調音部位是會厭，即是以杓狀會厭襞接觸會厭來調音。

- 發聲類型是濁音，意味着發音時聲帶顫動。

- 本輔音是口腔輔音（口音），表示調音時空氣只從口裡流出。
- 本輔音為中央輔音，調音時氣流在口腔的中央流過舌面，而不從兩側流過。
- 氣流機制是肺部氣流，即由肺與橫膈膜驱动空气。

## 出現於
| 語言     | 語言       | 詞彙 | IPA     | 意思 | 註釋                                   |
| -------- | ---------- | ---- | ------- | ---- | -------------------------------------- |
| 海達語   | 海達堡方言 |      |         |      | 可以用塞音[ʡ]取代之。                  |
| 索馬里語 | 索馬里語   | cad  | [ʡʢaʔ͡t] | 白色 | 僅當“c”開頭時才發音為 [ʡʢ]，否則為 [ʡ] |

## 外部鏈結
- 在PHOIBLE上搜尋含有[ʡʢ]的語言